# Jan Weyrauch

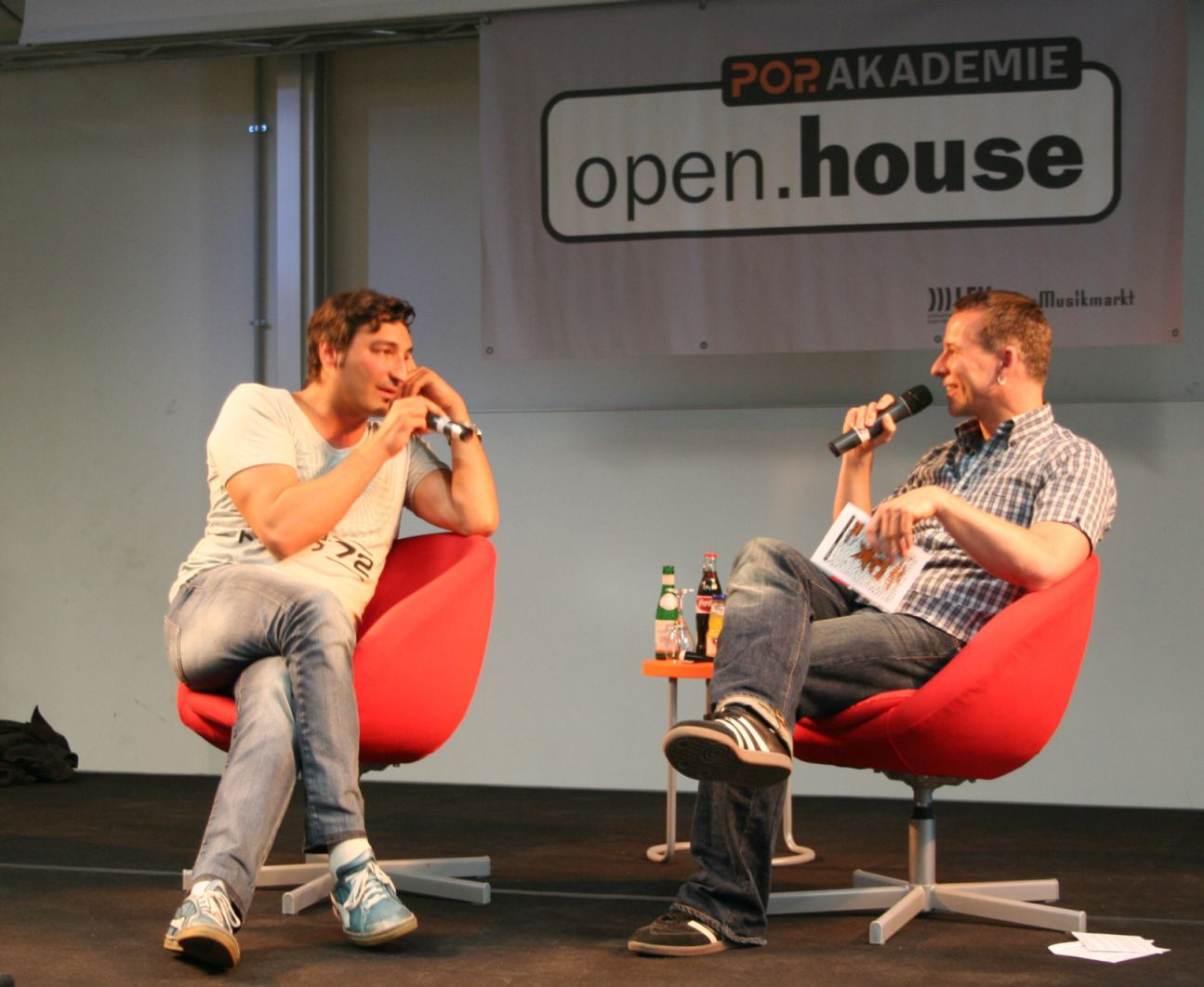
Jan Weyrauch (r.) im Interview mit Mousse T.

Jan Weyrauch (* 6. März 1968 in West-Berlin) ist ein deutscher Journalist und Programmdirektor von Radio Bremen.

## Biografie
Weyrauch war während seiner Schulzeit von 1982 bis 1989 Sänger und Gitarrist der Berliner Band „Dying Man's Dinner“ und arbeitete bereits während seines Studiums an der Freien Universität Berlin (Theaterwissenschaften) und der Deutschen Journalistenschule (DJS) in München als Reporter und freier Mitarbeiter für die Süddeutsche Zeitung, die Berliner Zeitung und den Sender Freies Berlin (SFB). 1991 begann er im Hörfunk bei der SFB-Jugendwelle Radio 4U und baute ab 1993 die Jugendwelle Fritz mit auf, eine Kooperation von ORB und SFB. Bis 2001 war er Redakteur und Moderator der Morningshow dieses Radiosenders.
Im Mai 1997 stellte Weyrauch als Fritz-Moderator einen neuen Guinness-Rekord im Schnellküssen auf: er küsste 80 Frauen in drei Minuten.
Zwischen 1997 und 1999 brachte er zwei Bücher heraus: Irgendwie, irgendwo, irgendwann: die 80er (mit Frauke Langguth) und Boygroups: Das Teenie-FANomen der 90er.
2000 wurde Weyrauch mit dem Kurt-Magnus-Preis ausgezeichnet, welcher Nachwuchskräfte des deutschen Hörfunks fördert.
2001 wurde er Programmchef bei der damaligen Jugendwelle des Hessischen Rundfunks (HR) hr XXL und nach deren Relaunch und Umbenennung 2004 auch beim Nachfolger You FM. Der Sender war deutschlandweit einer der ersten mit einem Podcast-Angebot.
Ab 2009 war Weyrauch maßgeblich an der Entwicklung und Produktion des wöchentlichen Nachtprogramms LateLine beteiligt. In 2010 folgte die Entwicklung des crossmedialen Formats Coldmirror, eine Sendung für Radio, Fernsehen und Internet in Kooperation von You FM und EinsFestival. Beim Deutschen Radiopreis erhielt die Sendung in 2011 eine Nominierung als Beste Innovation.
Im September 2011 wurde Weyrauch als Nachfolger von Dirk Hansen zum Programmdirektor von Radio Bremen gewählt und ist seither trimedial für die Bereiche Fernsehen, Radio und Online zuständig.
Unter seiner Leitung entstanden in Bremen viele programmliche Innovationen. Das Regionalmagazin buten un binnen wurde 2014 erneuert und 2016 durch die Online-Regionalplattform butenunbinnen.de im Netz erweitert. Mit Bremen Next wurde 2016 ein neues, crossmediales Programm gestartet, speziell ausgerichtet auf die 15- bis 25-Jährigen aus der Region mit einem hohen Migrationsanteil. Die Informations- und Kulturwelle Nordwestradio wurde modernisiert und in Bremen Zwei umbenannt.
Auch an der Entstehung von funk, dem Online-Medienangebot von ARD und ZDF für Jugendliche und junge Erwachsene, hatte Weyrauch einen maßgeblichen Anteil. Radio Bremen liefert hier erfolgreiche Produktionen wie das Reportage-Format „Y-Kollektiv“ oder die preisgekrönte Mystery-Webserie Wishlist auf dem eigenen Youtube-Kanal zu, die 2017 mit dem Deutschen Fernsehpreis, dem Webvideopreis Deutschland, dem Preis für crossmediale Programminnovation und dem Grimme-Preis ausgezeichnet wurde.
Zusammen mit dem Programmdirektor des SWR, Gerold Hug, entwickelte Weyrauch 2016 die Idee eines Netflix für die Ohren, aus der die ARD Audiothek entstand. Er leitete für die ARD das Projekt bis zum Release der App im November 2017.
Beim Bremer Fernsehpreis führt Weyrauch außerdem jährlich mit dem ARD-Moderator Frank Plasberg durch die Preisverleihung im Event-Studio von Radio Bremen.
Im Dezember 2020 wählte der Rundfunkrat von Radio Bremen Weyrauch für weitere fünf Jahre zum Programmdirektor für seine dritte Amtszeit ab  September 2021.